# 以古镇
以古镇，是中华人民共和国云南省昭通市镇雄县下辖的一个乡镇级行政单位。

## 行政区划
以古镇下辖以下地区：
以古村、比道角村、老官房村、岩洞脚村、黑塘村、安尔洞村、小米多村和麦车村。